# Отвайлер
Отвайлер (на немски: Ottweiler) е град в Саарланд, Германия, с 14 612 жители (31 декември 2014). Намира се на ок. 32 km североизточно от Саарбрюкен.
Споменат е за пръв път в документ през 1393 г., през 1550 г. получава права на град.
От 1640 до 1728 г. е седалище на графовете на Насау-Отвайлер, клон на Дом Насау.
- Дворец Отвайлер през 17 век